# Lilium leucanthum

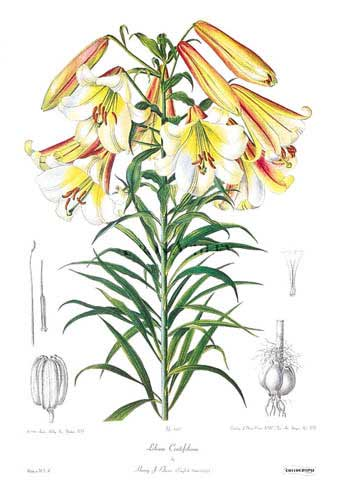
Lilium leucanthum (ilustração de Henry John Elwes).

Lilium leucanthum é uma espécie de lírio. A planta floresce entre 400- 2 500 metros de altitude. É endêmica das províncias chinesas de Gansu, Hubei e Sichuan.

## Variedades
- L. l. var. leucanthum
- L. l. var. centifolium